# Pirttisaari (ö i Lappland, Rovaniemi, lat 66,88, long 25,14)
Pirttisaari är en ö i Finland. Den ligger i sjön Marrasjärvi och i kommunen Rovaniemi i den ekonomiska regionen  Rovaniemi ekonomiska region  och landskapet Lappland, i den norra delen av landet, 700 km norr om huvudstaden Helsingfors. Öns area är 31 hektar och dess största längd är 0,9 kilometer i sydöst-nordvästlig riktning.